# Marcela Isabel Jabbaz Churba
Marcela Isabel Jabbaz Churba (Mar del Plata, Argentina, 30 de octubre de 1962) es una socióloga argentina. Ha sido profesora en la Universidad Nacional de Buenos Aires e investigadora del Consejo Nacional de Investigaciones Científicas y Tecnológicas de Argentina, es experta en estudios de género, en área de mujeres y políticas de igualdad. En los últimos años, combina la investigación con el trabajo de profesora de Metodología e Investigación en la Universidad de Valencia, así como de coordinadora en distintos grados en la Facultad de Ciencias Sociales.  Además de las cuestiones académicas es activista feminista, participando en organizaciones como la Federació de Dones Progressistes de la Comunidad Valenciana, (FMP).

## Trayectoria

### En Argentina
Originaria de Mar de Plata, estudió y se licenció en Sociología por la Universidad de Buenos Aires el año 1989. Comenzó su carrera investigadora como miembro del Conicet de Argentina, con sede en el Centro de Estudios e Investigaciones Laborales el año 1994. Entre sus directores de investigación se encuentran figuras tan relevantes como Jorge Walter. Durante 10 años, ejerció de profesora de Sociología de las Organizaciones y directora del Centro de Estudios Organizacionales de la Facultad de Ciencias Económicas de la Universidad de Buenos Aires, donde colaboró con el profesor Emérito Francisco Suárez. Posteriormente, obtuvo el Máster en Ciencias Sociales del Trabajo con mención honorífica el año 2000. Durante su trayectoria, ha impartido clases de grado y posgrado en diez universidades diferentes de Argentina.

### En España
Tras su llegada a España en 2002, cursó un máster en Mediación Intercultural y Participación Ciudadana en 2009 y consiguió el doctorado cum laude en Sociología por la Universidad de Valencia. Desde diciembre de 2010, es profesora del Departamento de Sociología y Antropología Social de la Universidad de Valencia en el área de Metodología de la Investigación; y desde 2015, en el Máster en Género y Políticas de Igualdad de la misma universidad. Además, ha sido profesora de “Grupos, redes y movimientos de mujeres” en el Máster Universitario en Género y Políticas de Igualdad en 2015, así como coordinadora de diferentes grados y de profesorado en la Universidad de Valencia. 
Desde su llegada, combina la actividad académica y la investigación con su militancia feminista como miembro de la Federació de Dones Progressistes de la Comunitat Valenciana, y en la AMIT, ocupando actualmente la vicepresidencia del nodo Murcia-Comunidad Valenciana. Además, realiza formación al funcionariado de la Generalitat Valenciana y otras administraciones públicas, para incluir la perspectiva de género en las políticas. 

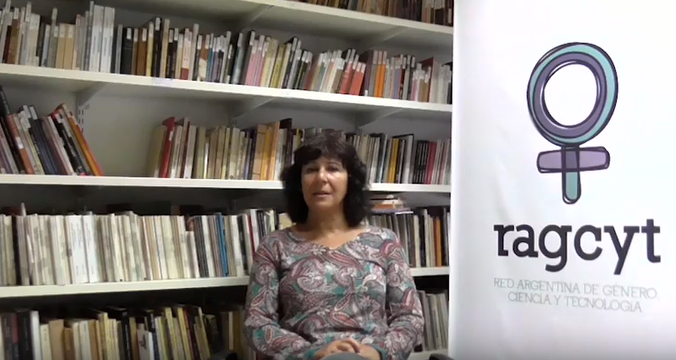
Marcela en el programa Entrevistas a Mujeres Científicas del RAGCyT en 2016.

## Investigaciones
Sus líneas de investigación y su producción científica han tenido como temáticas básicas a las organizaciones, el trabajo, la interculturalidad, las políticas públicas, los servicios sociales, la metodología de investigación y el género.
Durante su trayectoria profesional como investigadora, ha participado de diferentes grupos y estudios de investigación, tales como:
- En 1994,  la investigación "Nuevas reglas de juego de la negociación y nuevas formas de organización del trabajo: Estrategias patronales y sindicales frente a la reconversión siderúrgica" durante su colaboración con el CEIL-Conicet en Argentina[11] (documento de trabajo nº36).
- El estudio "Características y dinámica de la inmigración extranjera en la Comarca de l'Horta Sud” para el seminario “El que és nou i el que sembla innovador en polítiques socials"[12] organizado por el Ayuntamiento de Picanya, el 12 de junio de 2003.
- Desde 2006, coordinadora de la investigación-acción de formulación del "Plan Comarcal de Integración Social y Convivencia Intercultural de l'Horta Sud 2006-2010", integrada por las trabajadoras sociales de los ayuntamientos de la comarca.[13]
- De 2007 a 2009, en el estudio “Mujeres inmigrantes en un barrio de Valencia: fronteras, desencuentros y condiciones objetivas” de la Federación de Mujeres Progresistas.[14]
- Desde 2014, GeneroenCiencia, integrado por profesoras del Departamento de Sociología y Antropología Social de la Universidad de Valencia, tales como Capitolina Díaz, Teresa Samper y Ana Sánchez.[15]
- El proyecto “La brecha salarial y la brecha cuidados. Dos factores de desigualdad de género” dirigido por Capitolina Diaz y Carles Simó.[16]
- También en 2014,  "La racionalidad y la sostenibilidad como figuras míticas en el desmontaje del sistema público de servicios sociales" dirigido por Marcela desde el Departamento de Sociología y Antropología Social Universidad de Valencia.[17]
- En 2015, la investigación "Aprendiendo a investigar en el grado de RRLL y RRHH: Un estudio sobre la precarización de jóvenes y mujeres en el comercio" junto a Teresa Samper, promovido por la Universidad de Valencia.[18]

## Publicaciones
Posee numerosas publicaciones sobre relaciones laborales, sindicatos, reconversión siderúrgica y automotriz, así como de movimientos y políticas sociales. Muchos de sus artículos han sido publicados en revistas especializadas como Mètode Science Studies Journal: Annual Review, Mètode: Revista de difusió de la investigació de la Universitat de Valencia, RES. Revista Española de Sociología, TS nova: trabajo social y servicios sociales, etc. Cabe destacar sus publicaciones en el diario El País de artículos de opinión y tribuna.
Además, podemos encontrar varias críticas y referencias de su trabajo en la plataforma de difusión feminista LCMCIDII en su sección "Con nombre propio" en 2015.